# Monastero di Santa Caterina (Tallinn)

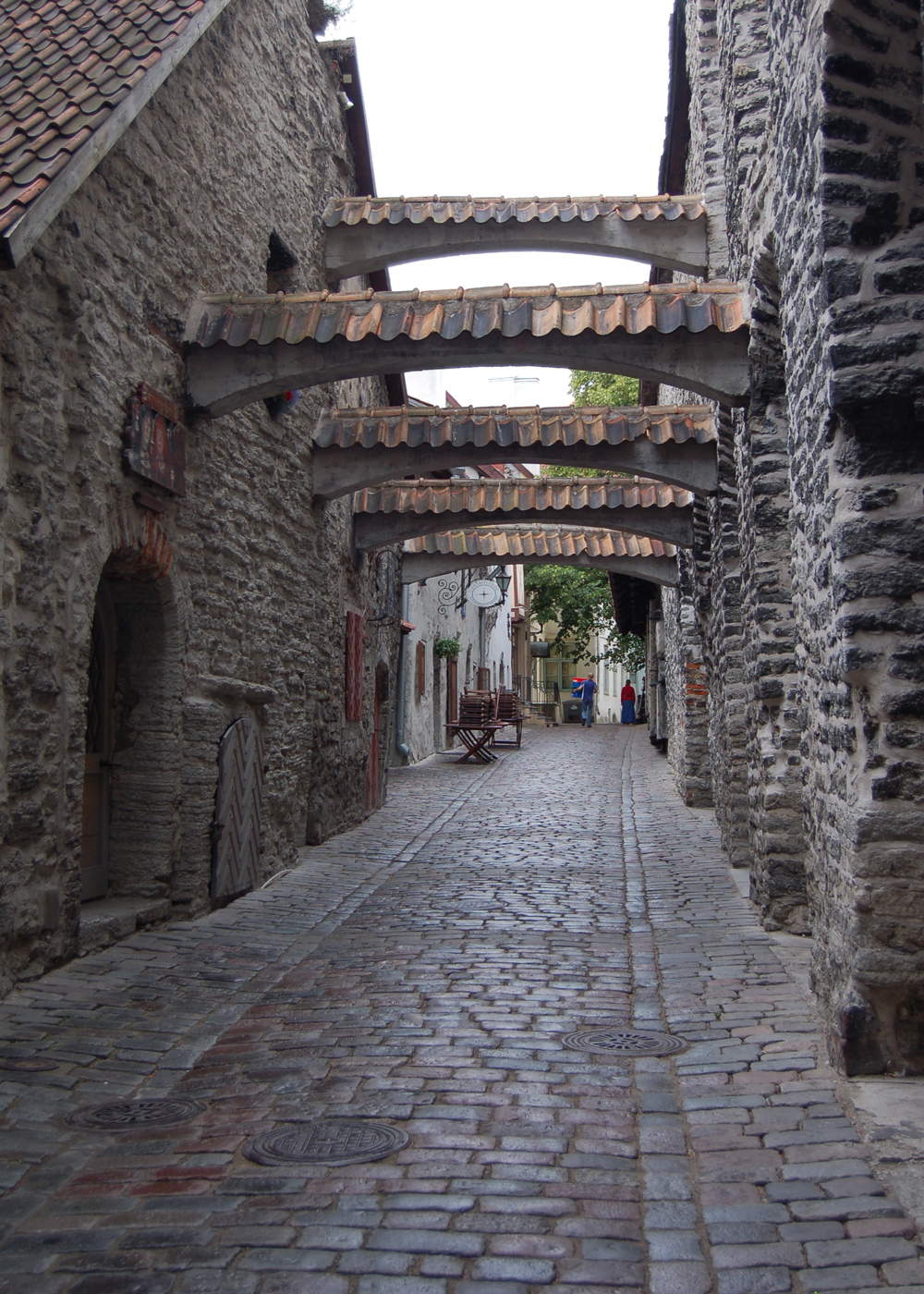
Passaggio di Santa Caterina, caratteristico passaggio medioevale per arrivare al monastero

Il monastero domenicano (in estone: Dominiiklaste klooster) o di Santa Caterina è uno degli edifici più antichi della Città Vecchia di Tallinn, nella zona di Vene, antico quartiere di magazzini e case di mercanti del XV secolo.

## Storia
Il monastero fu fondato nel 1246 ed un tempo ospitava i monaci scandinavi che si dedicavano alla conversione al cristianesimo degli estoni e istruivano la popolazione locale con la cultura teutonica. Ebbe un periodo di alta prosperità ed era anticamente dotato di un birrificio artigianale e di un ospedale per la cura dei malati disagiati.
Nel 1524 tuttavia venne abbandonato, durante la Riforma dopo un episodio in cui una folla inferocita di luterani diede fuoco all'edificio, costringendo i monaci cattolici alla fuga.
Per circa quattro secoli rimase in stato di abbandono, nel 1954 venne restaurato e riaperto al pubblico.

## Attualità
Attualmente il monastero ospita la più vasta collezione di sculture in pietra intagliata dell'Estonia, dei periodi tra il XV secolo ed il XVII secolo.
La parte gestita dal museo include anche il cortile ed i passaggi circostanti.

## Chiostro del monastero domenicano
Le camere interne del monastero ed il dormitorio dei monaci con il priorato, sono visitabili solo con visite guidate.
Uno dei luoghi maggiormente interessanti è la stanza al pianterreno che ospita il Pilastro dell'Energia, secondo la leggenda sorgente di un misterioso potere positivo.